# Едвард Коцбек
Едвард Коцбек (Свети Јуриј, код Шчавнице, 27. септембар 1904 — Љубљана, 3. новембар 1981) био је словеначки књижевник, есејиста, учесник Народноослободилачке борбе и друштвено-политички радник ФНРЈ и НР Словеније.

## Биографија
Рођен је 27. септембра 1904. године у Св. Јурију, код Шчавнице. Првобитно је студирао теологију у Марибору, од 1925. до 1927, а после тога је уписао романистику у Љубљани, Берлину, Лиону и Паризу. Након завршетка студија, био је средњошколски професор у Бјеловару, Вараждину и Љубљани, од 1931. до 1941. године.
По окупацији Југославије априла 1941. године, као представник хришћанских социјалиста, придружио се Освободилној фронти и ушао у њено вођство. За време рата био је члан Извршног одбора Освободилне фронте, члан Антифашистичког већа народног ослобођења Југославије (АВНОЈ), повереник за просвету у Националном комитету ослобођења Југославије (НКОЈ) од 1943, министар за Словенију у влади ДФ Југославије од марта 1945, потпредседник Президијума Народне скупштине НР Словеније и члан Главног одбора Ослободилачког фронта Словеније.
Због објављивања књиге „Strah in pogum“, која се бавила ликвидацијом политичких противника током рата у Словенији, био је од 1952. године политички изолован. Поново је почео да објављује радове од 1961, а три године касније био је добитник Прешернове награде за дело „Groza“.
Умро је 3. новембра 1981. године у Љубљани. Сахрањен је на љубљанском гробљу Жале.

## Песник и писац
Био је уредник и сарадник часописа „Stražni ognji“, „Križ“, „Beseda“, „Dom in svet“ и „Dejanje“ (1928—1941). Чланком Premišljevanje o Španiji 1937, изазвао је расцеп у католичким редовима, те основао сопствени часопис „Dejanje“.
Песме које је објавио између 1925. и 1933. и скупио у књизи „Zemlja“ (1934), показују стилско скретање од експресионистичког заноса у продуховљену дескрипцију.
Коцбекова есејистика, која је тежила ка филозофској синтези хришћанског активизма и персоналистичке етике, рађала се из динамичког односа између појединаца и друштва. Од персоналистичке филозофије преузео је тезу о револуцији у човеку, после које затим, без насиља, долази промена друштвених односа. По томе, револуција у човеку треба да се изврши у оквиру хришћанског духовног и етичког система. Зато Коцбек није могао да усвоји марксизам, а ни доследну праксу на марксистичкој основи.
У периоду изолације 1952—1961, углавном се бавио превођењем дела са француског и немачког језика.

## Дела
Дела Едварда Коцбека:
| Поезија (песничке збирке):                        | Проза:                                  | Драматика:                        |
| ------------------------------------------------- | --------------------------------------- | --------------------------------- |
| - (1924), - (1934), - (1963), - (1969), - (1977). | - (1949), - (1951), - (1967), - (1977). | - (192?), - (око 1920), - (1943). |

## Одликовања
- Орден народног ослобођења
- Орден заслуга за народ првог реда
- Орден братства и јединства првог реда
- Партизанска споменица 1941.

## Фото галерија
- Едвард Коцбек (први слева), с групом словеначких литерата
- Едвард Коцбек (четврти здесна) са руководиоцима НОП, 1944.
- Едвард Коцбек (трећи здесна) и поједини чланови Врховног штаба НОВ и ПОЈ, 1944.
- Едвард Коцбек
- Споменик Едварду Коцбеку
- Едвард Коцбек